# August der Glückliche
August der Glückliche ist ein österreichischer Fernsehfilm aus dem Jahr 2002. Die Tragikomödie ist eine Nachahmung des französischen Filmes Eine wunderbare Liebe. Regie führte Joseph Vilsmaier.

## Handlung
August Grandics, der ewige Junggeselle, ist Buschauffeur mit Leib und Seele. Die Hochzeitsgesellschaft treibt im Casino Baden ihr Unwesen, wobei Sonja, die spätere Freundin von August, ihr Geld verliert und versucht, mit ihrer Kreditkarte Geld ihres Kontos abzuheben, das Limit aber ausgeschöpft ist. Nun kommen August, der in der Aula wartet, und Sonja erstmals ins Gespräch. Danach chauffiert er die übermütige Gesellschaft mit dem Bus, was August zu viel wird. Ihm wird schlecht und nur Sonja kümmert sich um ihn und setzt daraufhin die Fahrt fort. Im Wartezimmer des Krankenhauses wird August von einer älteren Dame auf Angina Pectoris hingewiesen und nachdem ihn der Arzt mit Ultraschall untersucht hat, sagt dieser, August habe eine leichte Herzschwäche und verschweigt den wahren Zustand. August wohnt und lebt bei seiner „geldgierigen“ Verwandtschaft, den Salchers, hat jedoch ein schlechtes Verhältnis zu ihnen. Der Arzt ist ein guter Freund der Salchers, sodass er ihnen die Wahrheit über Augusts Gesundheitszustand verrät. Im Haus seiner Verwandtschaft hat August allerdings nur ein feuchtes Kellerzimmer als Wohnung, Frieda und Alois Salcher reden vor seinem Zimmer über seinen schlechten Zustand und über seine Abfindung, auf die es die geldgierigen Salchers abgesehen haben. August hat dies mitgehört und verhält sich missmutig und sieht sich Erinnerungsfotos an. Bald darauf schickt ihn der Chef seines Busunternehmens in Pension und er bekommt eine Abfindung von 20.000 Euro. Schnell freundet sich August mit Michael, einem neuen Chauffeur und Augusts Nachfolger, an. Währenddessen verhandeln die Salchers mit dem Arzt über das geplante Wellnesscenter, dass sie mit Augusts Abfindung finanzieren wollen.
Auch Sonja hat Probleme im Leben. Ihr Freund ist der Jugoslawe Leo, der sich illegal bei Sonja aufhält. Sie und er kaufen und verkaufen Autos, um Geld zu verdienen. Der Chef des Autohauses betrügt Sonja, indem er ihr nur vier Typenscheine gibt, obwohl sie für fünf Autos bezahlt hat. Nun bestehen Sonja und Leo darauf, dass ihnen der Chef das Geld zurückgibt, das er mit gefälschten US-Dollar macht. Erst in der Wechselstube, als sie die Dollar in Euro wechseln will, wird das Falschgeld entlarvt und der Beamte verlangt den Ausweis von Sonja. Daheim spielt Leo mit Playstation und hört den Ermahnungen Sonjas nicht zu. Als die Polizei die Wohnung betritt, erkennen sie das abgelaufene Visum von Leo und nehmen ihn fest. Dabei gibt Sonja auch bekannt, dass sie von Leo schwanger ist.
August weiß sich mit der Abfindung nichts anzufangen und hält sich mit Michael in Bars, wo August von den Damen begehrt wird, auf und gibt das Geld auf diese Weise aus. Danach gehen August und Michael in das Casino Baden und verspielt das gesamte Geld. Die Salchers bemerken Augusts Abwesenheit zu Hause und machen sich in der Nacht auf die Suche nach August, woraufhin sie ihn im Casino wutentbrannt auffinden und bei den Automaten knackt August ungewollt den Jackpot und gewinnt eine Million Euro. Er beschließt, selbst das viele Geld zu verwalten und will es einem vorerst fiktiven Kind vererben. Frieda Salcher verlangt nun von Tochter Claudia, dass sie „Onkel August“ heiraten soll, was sie natürlich ablehnt und muss sich auf Wunsch der Mutter fein machen und ihm das Frühstück ans Bett bringen. Währenddessen büxt August mit dem Geld direkt aus dem Keller durch das Fenster aus.
Michael und August sehen sich im Internet nach einer Frau für August um, womit August mit nichts einverstanden ist. Er kauft sich ein altes Wohnmobil, was seine neue Wohnung ist. Für die Suche nach einer Frau plant er ein Inserat für die Zeitung. Als Sonja das Kind abtreiben lassen will, liest sie Augusts Inserat und entschließt sich, sich mit ihm zu treffen. Sonja und August treffen sich nun im Restaurant eines noblen Hotels, wobei sie sich näher kennenlernen und August hat den Wunsch nach einem Sohn. Sonja verschweigt aber ihre Lebensumstände und ihre Schwangerschaft und trinkt mit August Whisky. Sie übernachten im Hotel und am Morgen kann sich August an nichts erinnern und Sonja täuscht eine Kindeszeugung von August vor. August führt Sonja nach Hause und August sieht sich ihre Wohnung an.
Die Salchers setzen auf August einen Privatdetektiv an, der auch Kriminalschriftsteller ist. Alois Salcher versucht August am Handy zu erreichen, jedoch hebt August nicht ab. Frieda trickst August aus, indem sie das Handy des Detektivs verwendet. Sie kann mit August sprechen, er reagiert aber ablehnend. Er ist im Wohnmobil und campiert am Land. Der Detektiv sieht sich auch in Augusts Kellerzimmer um und verhält sich zudem zudringlich auf Frieda. Zu Sonja kommen inzwischen zwei Freunde von Leo, denen er noch 4000 Euro schuldet. Sie fordern von Sonja eine Geldreserve, sie gibt ihnen aber die falschen Dollarscheine. Als Sonja August anruft, treffen sie sich und sie gibt die Schwangerschaft bekannt. Beim Notar legt August fest, dass das ungeborene Kind sein Geld erben wird und setzt das Testament auf. Als er Sonja nach Hause bringt, erblickt sie im Straßenspiegel Leos Freunde, die wieder gekommen sind und überredet August spontan, zu verreisen, um ihnen zu entkommen. Später versucht sie Leo anzurufen, doch es meldet sich seine andere Freundin, mit der er auch ein Kind hat.
August und Sonja campieren am Bach und schlafen zusammen im Wohnmobil. Danach verreisen sie nach Italien und kaufen ein nobles Auto, Wohnwagen, und auch Sachen für das Kind. Sie halten die Erlebnisse mit Videokamera fest. Auf Augusts Handy meldet sich aber nun Leo, der Sonja sprechen will, worauf August einen Herzinfarkt erleidet. Im Spital gesteht er Sonja seine Herzkrankheit und er muss im Rollstuhl geschoben werden. Auf der Rückfahrt gesteht Sonja August ihre Liebe zu ihm und dass sie von Leo schwanger ist, doch August regiert wohlwollend. August stellt nun Sonja seine Verwandtschaft vor. Die Salchers reagieren auf den letzten Willen von August bösartig und wollen die Million an sich reißen und August entmündigen. Die Situation eskaliert und August zerstört mutwillig die Einrichtung der Gaststube. Die Polizei nimmt ihn fest und liefern ihn in die Psychiatrie ein. Die Salchers wollen das Testament von August rückgängig machen, was aber aufgrund des Mangels an ärztlichen Gutachten misslingt. In der Psychiatrie ist August in ein vergittertes Bett gesperrt und die Ärzte nehmen seine Aussagen nicht ernst und verweigern ihm den Austritt. Inzwischen hat sich Michael für die heimliche Befreiung von August angesagt, indem sich Michael als Pfleger verkleidet. Er flüchtet mit August in den Bus, in dem Sonja wartet. Sie haben vor, nach Italien zu reisen. Bei Sonja setzen die Wehen ein und Michael hilft im Bus bei der Entbindung des Kindes. Es ist ein Junge. Währenddessen stirbt August an einem tödlichen Herzinfarkt.
Einige Jahre später lebt Sonja mit ihrem kleinen Sohn in Italien und zeigt ihm das Video, das sie von seinem angeblichen Vater gemacht hat.

## Hintergrund
Als Vorbild diente der französische Film Eine wunderbare Liebe mit Michel Simon aus dem Jahr 1953.
Der Film wurde von dem österreichischen Unternehmen Lisa Film im Auftrag des ORF produziert. Die Dreharbeiten fanden in Baden, Reichenau an der Rax und Friaul im Sommer 2002 statt. Das Ergebnis wurde am 6. Dezember 2002 im Casino Baden präsentiert. Die Fernsehpremiere war am 28. Dezember um 20.15 Uhr auf ORF 2.